# Drypetes polyalthioides
Drypetes polyalthioides là một loài thực vật có hoa trong họ Putranjivaceae. Loài này được Airy Shaw mô tả khoa học đầu tiên năm 1974.